# La Maison des Feins

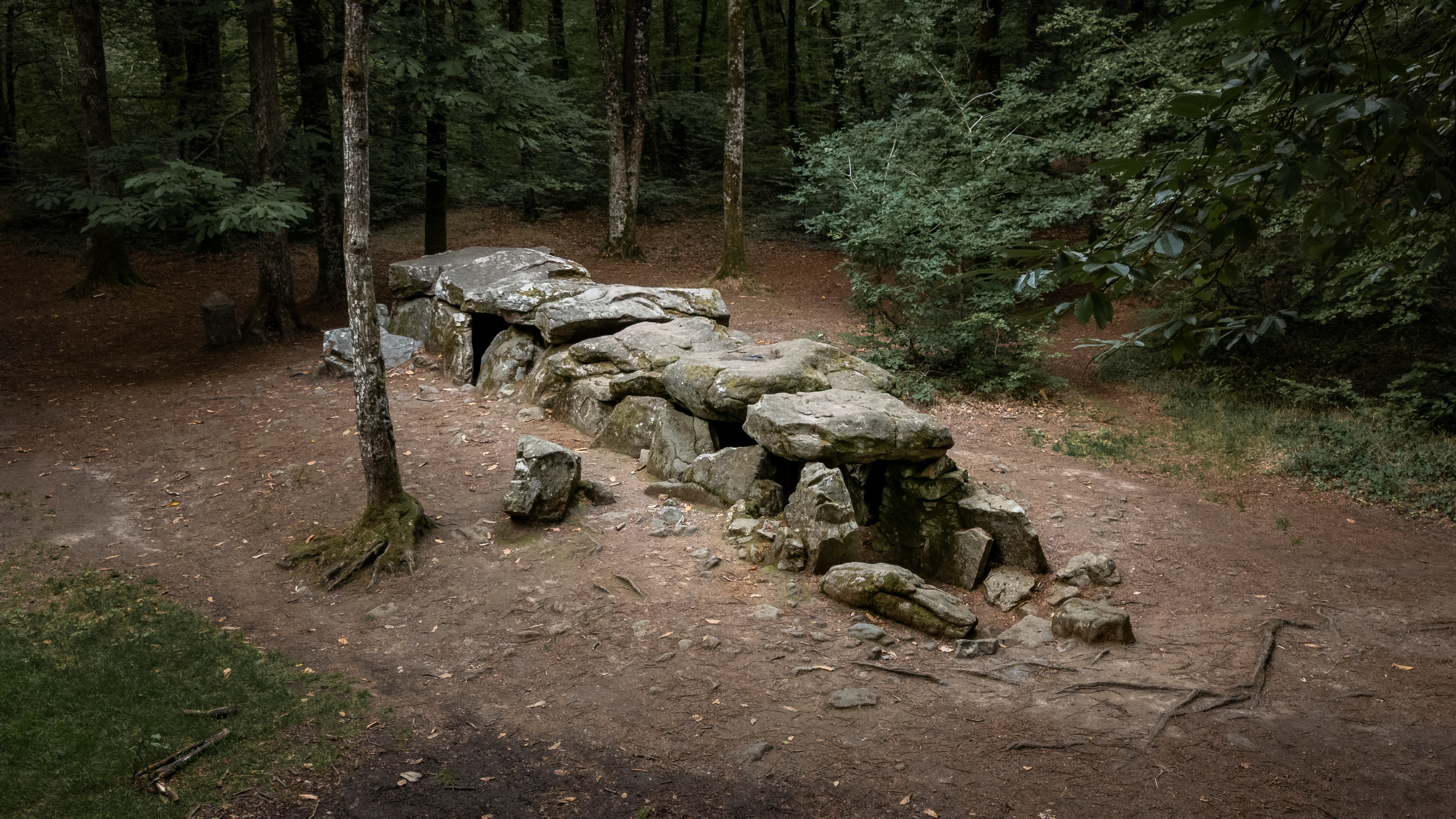
Maison des feins

Die Megalithanlage La Maison des Feins (auch „des Fées“ – deutsch „Feenhaus“, oder „Allée couverte de Tressé“), liegt am Rande des Eichenwaldes Forêt du Mesnil, östlich von Le Bourg im Département Ille-et-Vilaine in der Bretagne in Frankreich. Die gut erhaltene Allée couverte ließ der englische Mäzen Robert Ludwig Mond (1867–1938) im Jahre 1931 restaurieren. 
Sie ist 12 m lang und etwas über einen Meter breit und ebenso hoch. Sie besitzt noch sieben Decksteine. Am Ende befindet sich eine kleine, ungedeckte Vorkammer.
Auf der rechten inneren Seitenplatte sind zwei herausgearbeitete Brustpaare erhalten. Jeweils unter den Brüsten ist eine Halskette abgebildet. Es handelt sich um eine Doppelfiguration einer Muttergottheit, die Göttin der Fruchtbarkeit und des Todes war. Dieses Motiv findet sich auch in den Anlagen von Crec’h Quillé bei Saint-Quay-Perros, Kerguntuil bei Trégastel, Prajou-Menhir bei Trébeurden, Mougau-Bihan bei Commana und der Allée couverte de la Bellée bei Boury-en-Vexin im Département Oise.
Eine der Endplatten zeigt ebenfalls zwei Paare weiblicher Brüste, die jedoch zeitgenössischer Natur sind und um 1960 herausgemeißelt wurden.
Megalithanlagen mit dem Namensteil „Fées“ sind in Frankreich häufig. Dolmen de la Maison des Fées heißt auch ein Dolmen bei Miré im äußersten Norden des Département Maine-et-Loire. Der Dolmen de la Maison des Fees in Barjac. Der Dolmen Ti Ar Boutiged trägt den Beinamen „La Maison des Fées“.

Maison des Fées
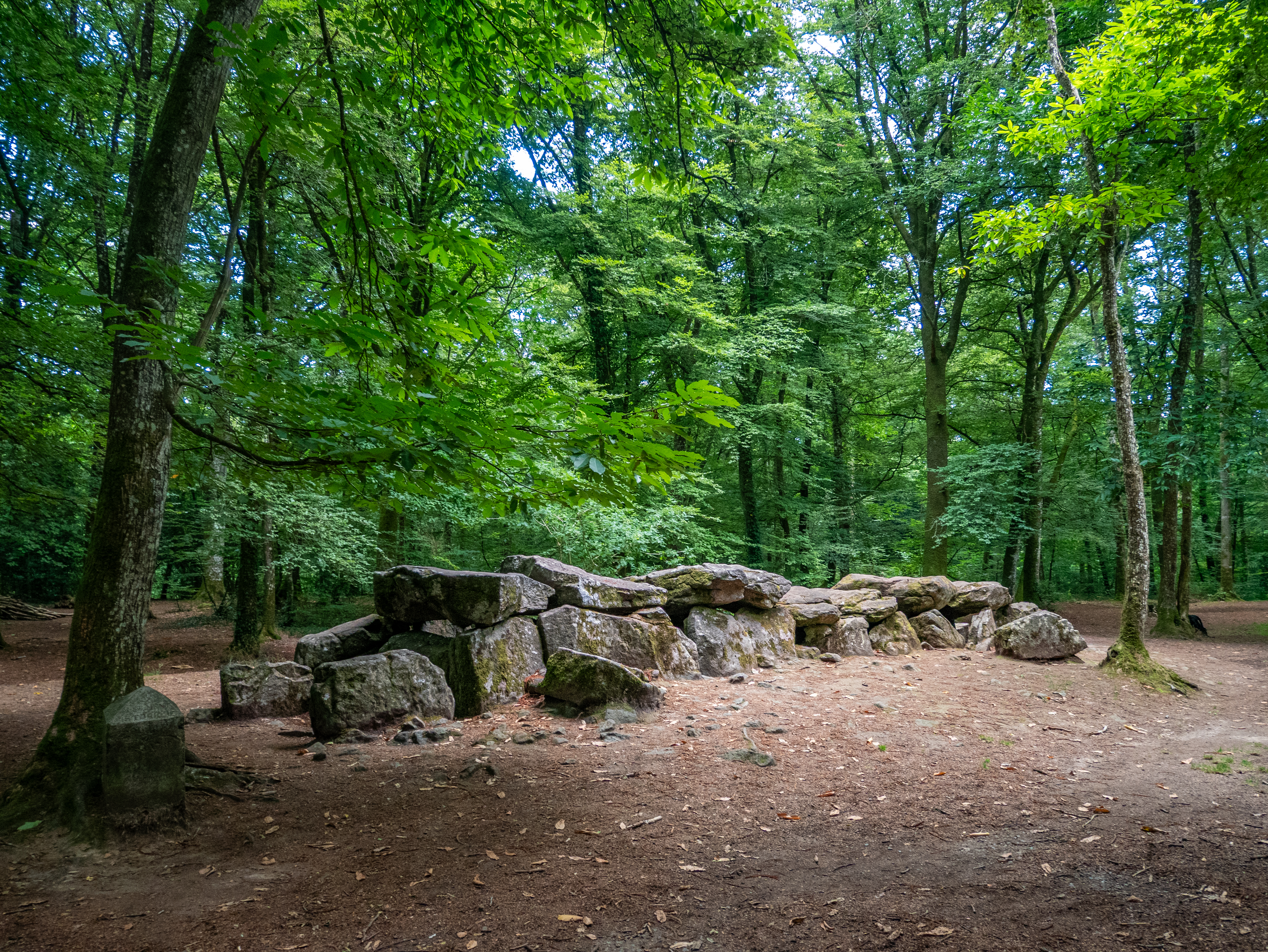
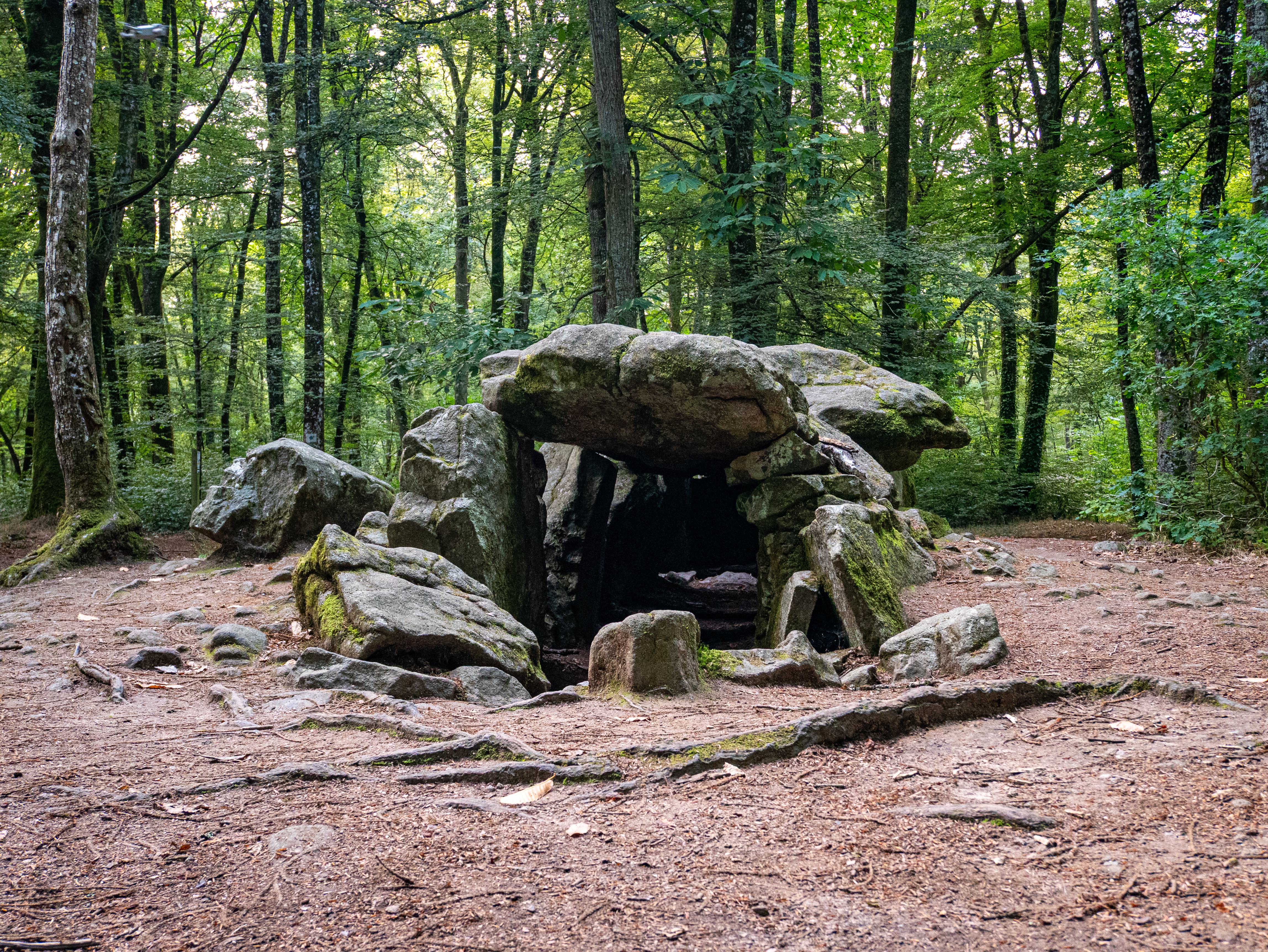
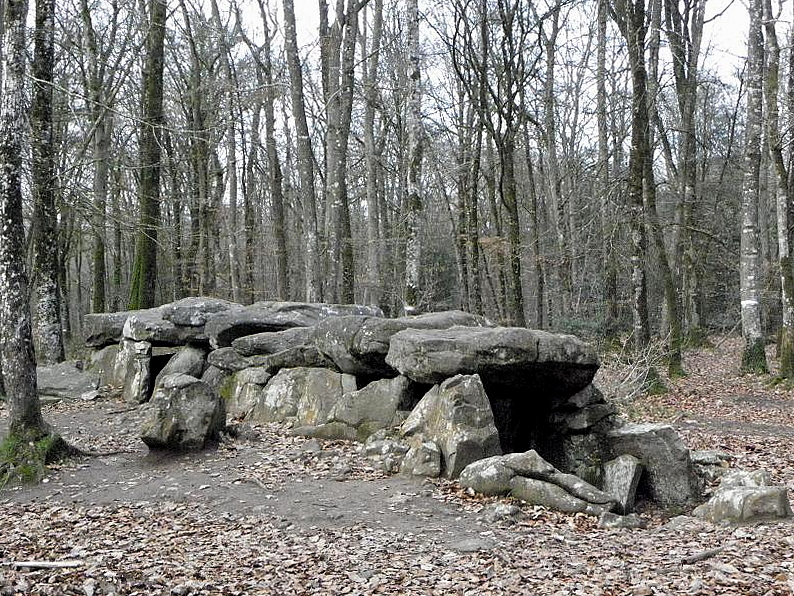
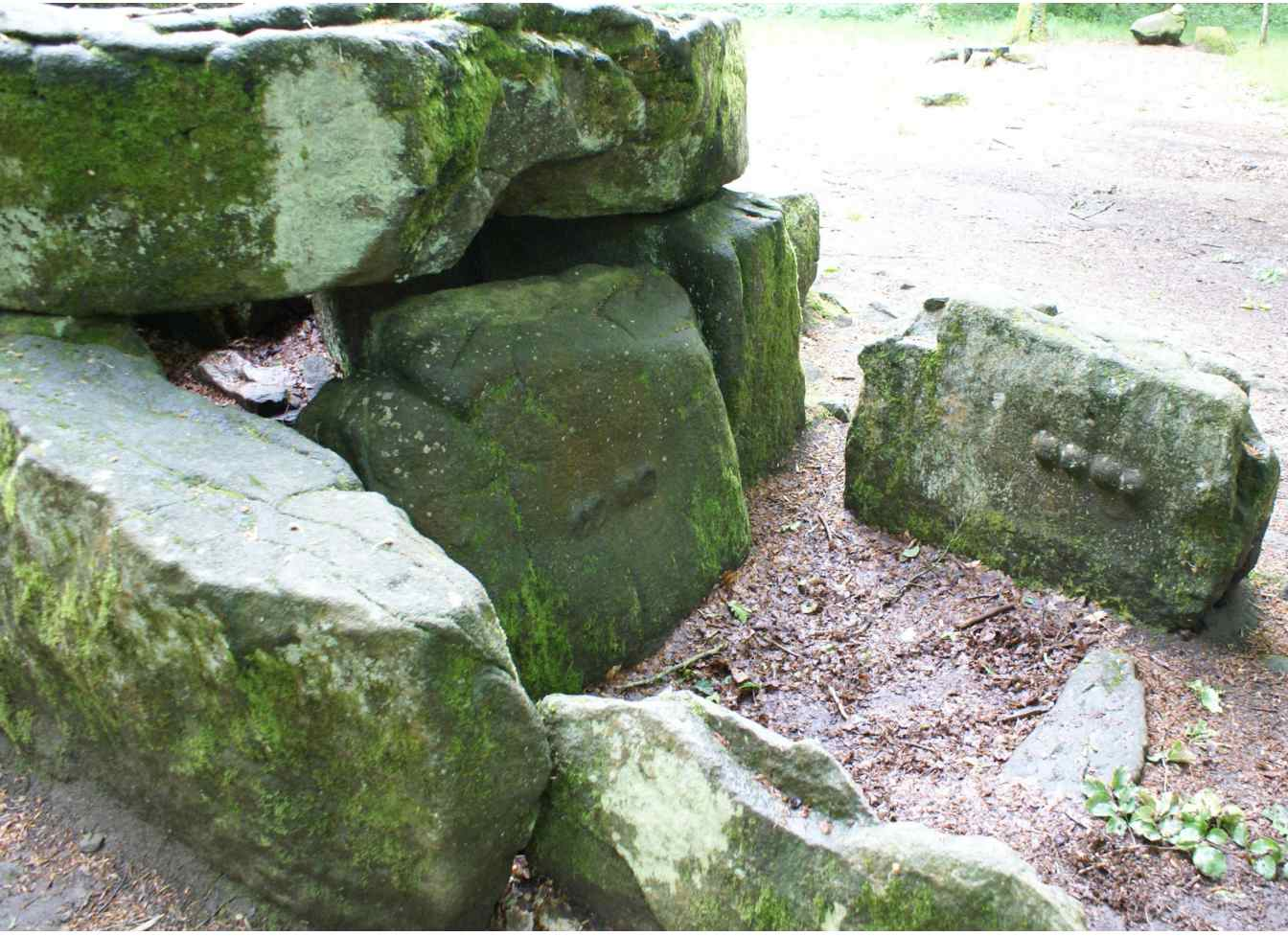
Stein mit den vier Brüsten
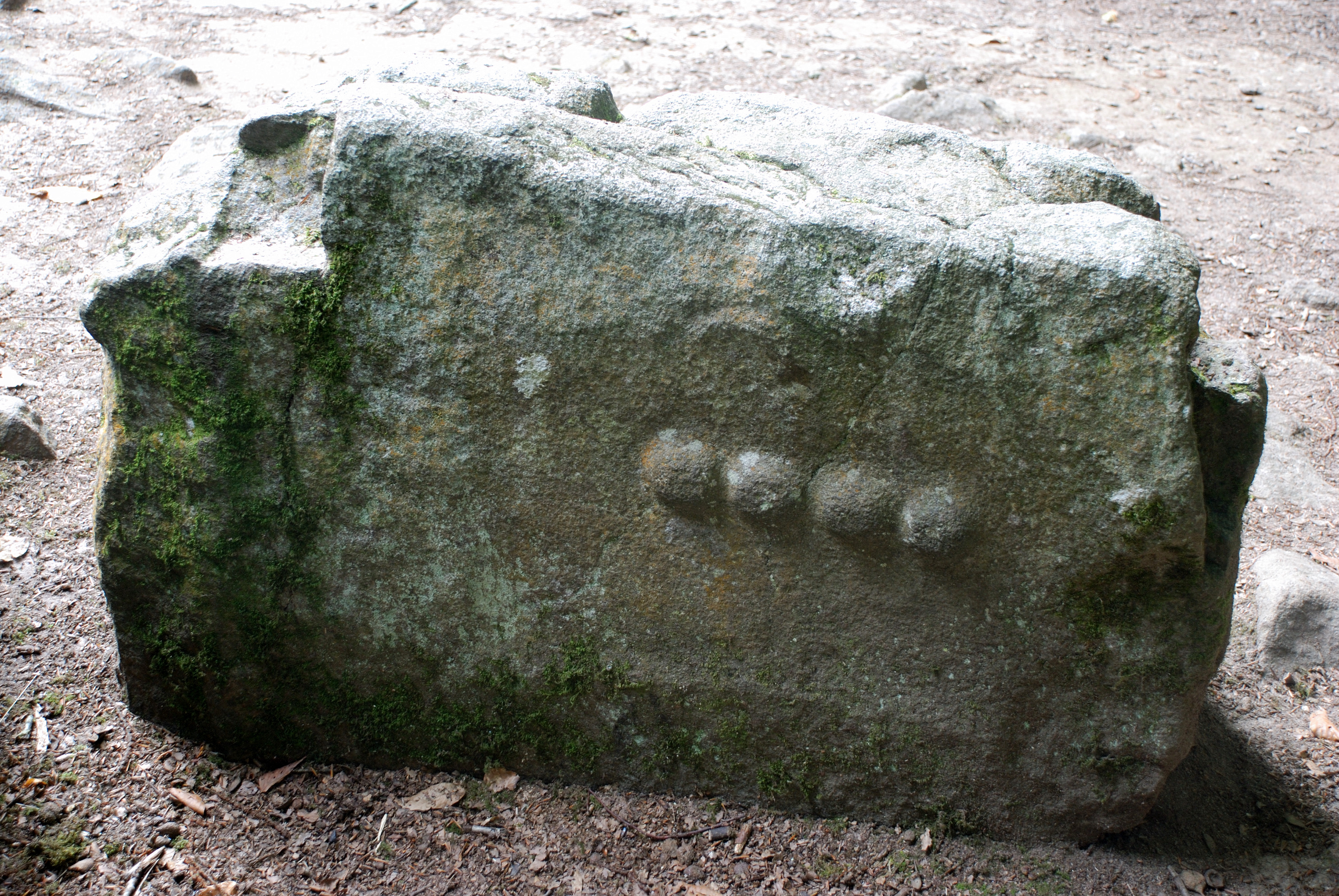
Detail Stein mit den vier Brüsten

Die Anlage ist seit 1889 als Monument historique eingestuft.